# Tokelau aux Jeux du Commonwealth
Les Tokelau, territoire de facto autonome mais de jure sous la souveraineté de la Nouvelle-Zélande, ne participent pas en tant que nation aux Jeux du Commonwealth.  Les athlètes de l'archipel concourent avec la délégation néo-zélandaise. À l'inverse de Niue et des îles Cook, États en libre association avec la Nouvelle-Zélande et qui envoient leurs propres délégations aux Jeux.
L'archipel de moins de 1 500 habitants possède peu de sportifs de niveau international en dehors de la sphère Pacifique, mais a exprimé un temps le désir de faire ses débuts aux Jeux du Commonwealth de 2010, à Delhi, sans que cela n'aboutisse. 
Un nouveau pas a été franchi en 2018 avec l'entrée de Tokelau à la gouvernance de l'UWW (ex-FILA). Le projet de reconnaissance est porté en autres par le lutteur gréco-romain Ilai Elekana Manu qui a plusieurs fois été plusieurs fois médaillé aux championnats d'Océanie de lutte.
Pour être reconnu par la Fédération des Jeux du Commonwealth, Tokelau doit avoir au moins cinq fédérations sportives reconnues dans les organismes internationaux.